# جبل تومانيفي
جبل تومانيفي، الذي كان يُسمى سابقًا جبل فيكتوريا ويُعرف أيضًا باسم تومانيفي، هو بركان خامد يقع في المرتفعات الشمالية في فيتي ليفو، على ارتفاع 1324 مترًا (4344 قدمًا). يعد جبل تومانيفي أعلى جبل في فيجي. هناك درب يؤدي إلى قُنة (قمة) تومانيفي من قرية نافاي Navai. تنبع من منطقة الجبل الوسطى شبكة من الأنهار الرئيسية هي نهر ريوا، ونهر نافوا، ونهر سيجاتوكا، ونهر وبا.

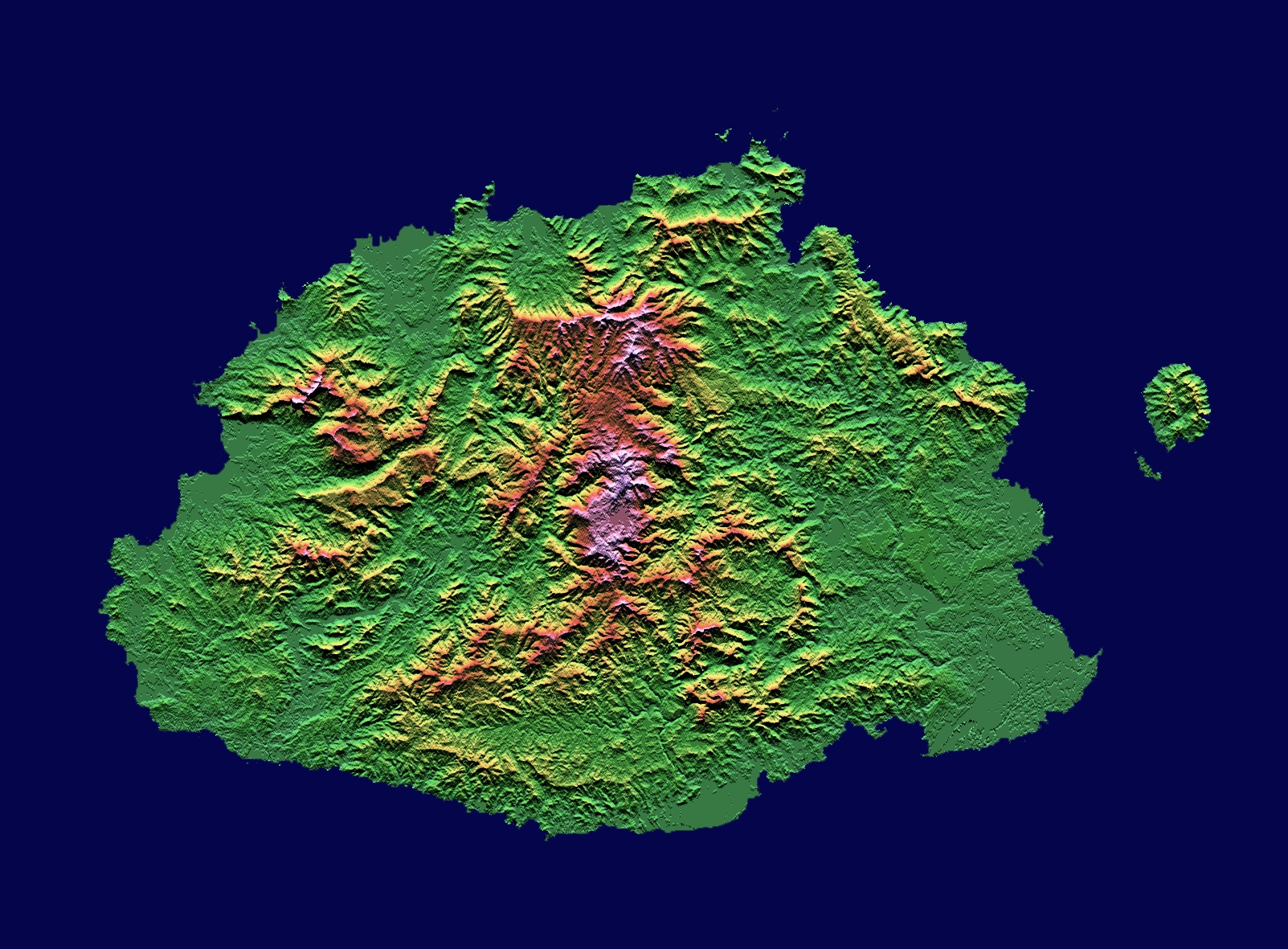
Mount Tomanivi on the island of Viti Levu Topography

يشتمل تومانيفي على نسبة كبيرة من الغابات الجبلية الأعلى ارتفاعًا في فيجي. وهي موطن مهم للطيور والتنوع الأحيائي. تبلغ مساحتها 17500 هكتار (43000 فدان) تغطي منحدرات تومانيفي وهي منطقة الطيور الهامة في تومانيفي الكبرى. تجمع منطقة الطيور الهامة بين محمية تومانيفي الطبيعية ومحمية غابة وابو مع غابات أخرى متجاورة لتشكل كتلة غابية واحدة. يُنظر إليها على أنهل أفضل أمل للوريكيت أحمر الحلق المهدد بالانقراض والذي يصمد (ينجوا) في أي مكان في العالم. كما أنها تدعم مجموعات طيور الهازجة طويلة الأرجل المهددة بالانقراض، واليمامة الأرضية التونغوية ذات الخطر الأدنى وعصفور الببغاء وردي المنقار.

## روابط خارجية
- Peakbagger.com
- Tomanivi.com نسخة محفوظة 4 أكتوبر 2018 على موقع واي باك مشين.

جبال فيجي
.